# Espacio contráctil

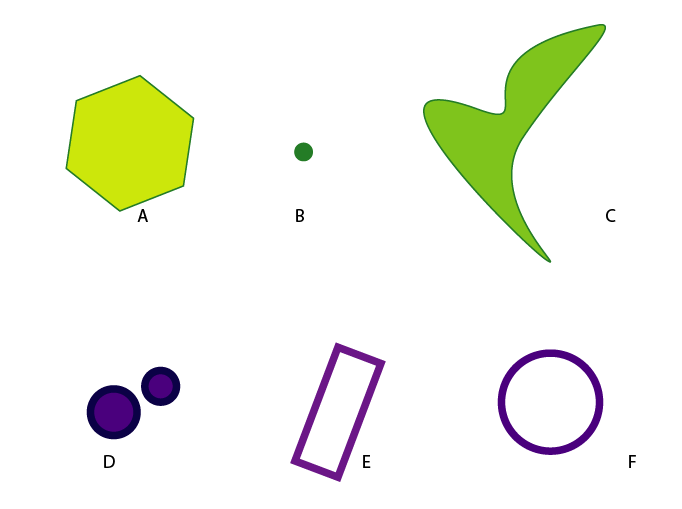
Algunos espacios contráctiles y no contráctiles. A, B y C son contráctiles; D, E y F no lo son.

La noción de espacio contráctil o contractible es muy importante en topología algebraica, ya que representa la clase más sencilla de espacios desde el punto de vista de la homotopía.
En topología, un espacio topológico {\displaystyle X} es contráctil si tiene el tipo de homotopía de un punto, es decir, si existe una equivalencia homotópica entre el espacio {\displaystyle X} y un espacio {\displaystyle \{q\}} formado por un solo punto.Esto significa, por definición, que existan dos funciones continuas de {\displaystyle X} a {\displaystyle \{q\}} y viceversa que compuestas sean homótopas a la identidad de cada espacio.
En un espacio topológico contráctil {\displaystyle X} o contractible la aplicación identidad {\displaystyle 1_{X}:X\to X} es homótopa a alguna aplicación constante {\displaystyle c:X\to X} tal que {\displaystyle c(x)=p} con {\displaystyle p\in X} para cualquier {\displaystyle x\in X}. Intuitivamente, un espacio contráctil puede ser deformado continuamente hasta convertirlo en un punto.

 De hecho, esta propiedad es equivalente a la definición y se puede tomar como definición alternativa, como se demuestra a continuación.

## Definiciones
La definición que se ha dado antes es que {\displaystyle X} es contráctil si es homotópicamente equivalente a un conjunto {\displaystyle \{q\}} formado por un solo punto. Esto significa que existan dos funciones continuas {\displaystyle f\colon X\rightarrow \{q\}} y {\displaystyle g\colon \{q\}\rightarrow X} tales que {\displaystyle f\circ g\sim \operatorname {id} _{\{q\}}} y {\displaystyle g\circ f\sim \operatorname {id} _{X}} donde {\displaystyle \sim } denota la relación de homotopía.
En este caso, se tiene que la identidad de {\displaystyle X} es homótopa a una constante. En efecto, {\displaystyle g} es una aplicación constante igual a {\displaystyle g(q)} y, por lo anterior, {\displaystyle \operatorname {id} _{X}\sim g\circ f}, y esta última aplicación es la aplicación {\displaystyle X\rightarrow X} constante igual a {\displaystyle g(q)}. {\displaystyle \quad \square }
El recíproco también es cierto: si la identidad de {\displaystyle X} es homótopa a una constante (pongamos igual a {\displaystyle p\in X}), entonces {\displaystyle X} es homotópicamente equivalente a un punto. Para ver esto último tenemos que construir dos funciones continuas {\displaystyle f\colon X\rightarrow \{q\}} y {\displaystyle g\colon \{q\}\rightarrow X} tales que {\displaystyle f\circ g\sim \operatorname {id} _{\{q\}}} y {\displaystyle g\circ f\sim \operatorname {id} _{X}}. La función {\displaystyle f} sólo puede ser la constante igual a {\displaystyle q}, y para definir {\displaystyle g} sólo tenemos que definir {\displaystyle g(q)}. Tomamos {\displaystyle g(q)=p\in X}. Entonces {\displaystyle f\circ g} es la identidad en {\displaystyle \{q\}}; en particular, {\displaystyle f\circ g\sim \operatorname {id} _{\{q\}}}. Por otro lado, {\displaystyle g\circ f} es la constante igual a {\displaystyle p}, que es, por hipótesis, homótopa a la identidad de {\displaystyle X}. Con esto tenemos todo lo que queríamos. {\displaystyle \quad \square }
En conclusión, tenemos dos formas equivalentes de definir espacio contráctil: 
1. Un espacio contráctil es aquel homotópicamente equivalente a un punto.
2. Un espacio contráctil es aquel en que la aplicación identidad es homótopa a una constante.

## Propiedades
Un espacio contráctil {\displaystyle X} verifica las siguientes propiedades:
- Es conexo por caminos. | Demostración                                                                                                                                                                                                                                                                                                                                                                                                                                                                                                                                                                                                                                                                                                                                                                                                                                                                                                                                                                                                                                                                                                                                        |
| Dados dos puntos {\displaystyle p,q\in X}, construimos un camino continuo entre ellos. Por ser {\displaystyle X} contráctil, la identidad es homótopa a una constante, digamos que igual a {\displaystyle c\in X}. Esto quiere decir que existe una aplicación continua (homotopía) {\displaystyle F\colon X\times [0,1]\rightarrow X} tal que {\displaystyle F(x,0)=x,\ F(x,1)=c} para todo {\displaystyle x\in X}. Construimos un camino de {\displaystyle p} a {\displaystyle c}. Simétricamente, podremos construir un camino de {\displaystyle q} a {\displaystyle c} e, invirtiéndolo, uno de {\displaystyle c} a {\displaystyle q}. Concatenando el primero y este último obtenemos un camino (continuo por el lema del pegado) de {\displaystyle p} a {\displaystyle q}, como queremos. El camino de {\displaystyle p} a {\displaystyle c} es el siguiente: {\displaystyle \sigma \colon [0,1]\rightarrow X} definido como {\displaystyle \sigma (t)=F(p,t)}, que es continuo por serlo {\displaystyle F}. En efecto, tenemos que {\displaystyle \sigma (0)=F(p,0)=p} y {\displaystyle \sigma (1)=F(p,1)=c}. {\displaystyle \quad \square } |
- Su grupo fundamental de homotopía es trivial. Esto es inmediato a partir de que el grupo fundamental se conserve por equivalencia homotópica y que un espacio contráctil sea equivalente homotópicamente a un punto.
- Como consecuencia de las dos propiedades anteriores, es simplemente conexo.

## Ejemplos
- El espacio euclídeo {\displaystyle \mathbb {R} ^{n}} es contráctil. De hecho, cualquier conjunto estrellado {\displaystyle X\subseteq \mathbb {R} ^{n}} lo es. Para verlo, basta tomar {\displaystyle p\in X} un centro de la estrella y considerar la homotopía {\displaystyle F\colon X\times [0,1]\rightarrow X}, {\displaystyle F(x,t)=tp+(1-t)x} entre la identidad en {\displaystyle X} y la constante igual a {\displaystyle p} (está bien definida porque cada segmento entre {\displaystyle x\in X} y {\displaystyle p} está totalmente contenido en {\displaystyle X} por ser estrellado de centro {\displaystyle p}). Esto significa, por la definición 2. anterior, que {\displaystyle X} es contráctil.
- La esfera n-dimensional {\displaystyle S^{n}} no es contráctil.
- La esfera unitaria en un espacio de Hilbert de infinitas dimensiones es contráctil como consecuencia del teorema de Kuiper.